# Presidential Unit Citation (Estados Unidos)
La Presidential Unit Citation (PUC), se otorga a unidades de las Fuerzas Armadas de Estados Unidos y sus aliados por el extraordinario heroísmo en acción contra un enemigo armado, desde el 7 de diciembre de 1941 —la fecha del Ataque a Pearl Harbor y el inicio de la intervención estadounidense en la Segunda Guerra Mundial—. La unidad debe mostrar tal valentía, determinación y espíritu de cuerpo en el cumplimiento de su misión en condiciones extremadamente difíciles y peligrosas de forma tal que la distingan de la participación de otras unidades en la misma campaña.
Desde su creación por Orden Ejecutiva N.º 9075 el 26 de febrero de 1942, retroactivo al 7 de diciembre de 1941, hasta 2008, la Presidential Unit Citation ha sido otorgada en conflictos como la Segunda Guerra Mundial, guerra de Corea, guerra de Vietnam, guerra de Irak, guerra de Afganistán y la Guerra Fría.
El grado de heroísmo requerido es el mismo que el que se garantiza la adjudicación de la Cruz por Servicios Distinguidos, Cruz de la Fuerza Aérea o Cruz de la Armada a un individuo. En algunos casos, una o más personas dentro de la misma unidad también pueden haber sido galardonados con reconocimientos personales por su contribución a las acciones para las que fue galardonado con su unidad por la Presidential Unit Citation.

## Creación y formato oficial

### Ejército y Fuerza Aérea
La citación del Ejército se estableció como la citación de Unidad Distinguida por Orden Ejecutiva N.º 9075 el 26 de febrero de 1942, y recibió su nombre actual el 3 de noviembre de 1966. Al igual que con otras citaciones a la unidad del Ejército, la PUC se coloca por encima del bolsillo derecho. Todos los miembros de la unidad puede llevar la decoración, participaran o no en los hechos por los que se citó la unidad. Sólo aquellos asignados a la unidad en el momento de la acción citados pueden usar la decoración como un premio permanente. Para el Ejército y la Fuerza Aérea, el propio emblema es una cinta azul marino dentro de un marco de oro.
La PUC de la Fuerza Aérea fue adoptada del Ejército después de que se transformaran en una rama militar independiente en 1947. También cambió el nombre citación de unidad a su nombre actual el 3 de noviembre de 1966. La Fuerza Aérea la en el bolsillo izquierdo por debajo de todos los premios personales, a diferencia del Ejército no todas las condecoraciones están rodeadas por un marco de oro.
La citación se realiza en los colores del regimiento de la unidad en la forma de una serpentina de color azul, 1,2 m de largo y 7 cm de ancho. En el Ejército, las citaciones son para unidades del tamaño de un batallón o mayores, en muy raras ocasiones se ha concedido a unidades de menor tamaño.

### Armada y Cuerpo de Marines
La PUC de la Armada, es el equivalente a la Cruz de la Armada que se entrega de manera individual y fue establecida por Orden Ejecutiva N.º 9050 el 6 de febrero de 1942. Es de color azul, amarillo, rojo y a rayas horizontales. Para distinguir entre las dos versiones de la Presidential Unit Citation, la versión de la Armada suele ser denominada Navy and Marine Corps Presidential Unit Citation, mientras que el Ejército y la Fuerza Aérea se refieren a la decoración simplemente como la Presidential Unit Citation. A diferencia del Ejército y la Fuerza Aérea, en la Armada y el Cuerpo de Marines solo la pueden llevar los miembros que estaban destinado en la unidad en el momento de la acción por la que fue citada.

### Broches especiales

#### USS Nautilus (SSN -571)
Para conmemorar el viaje al Polo Norte por el submarino de propulsión nuclear USS Nautilus (SSN-571) en 1958, todos los miembros de su tripulación que realizaron ese viaje fueron autorizados a llevar su cinta con un broche especial con una letra N de color oro.

#### USS Tritón (SSRN-586)
Para conmemorar la primera circunnavegación sumergida del mundo por el submarino de propulsión nuclear USS Tritón (SSNR-586) durante su crucero de 1960, todos los miembros de su tripulación que realizaron ese viaje fueron autorizados a llevar su cinta con un broche especial del globo terráqueo de color oro.

#### USS Parche (SSN -683)
La unidad más condecorada en la historia de Armada estadounidense es el submarino de propulsión nuclear USS Parche (SSN-683). Con un total de nueve PUC adjudicados durante sus 30 años de servicio. La modificaciones especiales realizadas al USS Parche le permitió ser el primer submarino espía en la flota de EE. UU. Esto le valió la concesión de varias PUC, pero no se especifican los detalles de la concesión.

### Guardacostas
Las unidades de los Guardacostas de los Estados Unidos pueden recibir dos versiones de la Presidential Unit Citation, bien sea la de la Armada y el Cuerpo de Marines o bien la de los Guardacostas, dependiendo del servicio que estén realizando.

#### Broche especial
Los Guardacostas tienen una versión especial concedida por el Presidente George W. Bush, a todos los miembros de los Guardacostas, incluidos los del U.S. Coast Guard Auxiliary y no a una unidad específica, por su trabajo en el rescate y la ayuda a la población de los estados devastados por el Huracán Katrina.
Todos los miembros de los Guardacostas, que recibieron el premio están autorizados a usar la cinta de unidad presidencial con un broche especial en forma del internacionalmente reconocido símbolo del huracán.

## Receptores

### Unidades estadounidenses
- 101.ª División Aerotransportada, 1944, batalla de Normandía
- 101.ª División Aerotransportada, 1944, batalla de Bastogne
- 3.ª División de Infantería, 1945, bolsa de Colmar
- USS Enterprise (CV-6),[5] 1943, incursión Doolittle, batalla de Midway, batalla de las Salomón Orientales, batalla de las Islas Santa Cruz, batalla Naval de Guadalcanal, campaña de Guadalcanal
- 2.ª División de Marines, 20 a 24 de noviembre de 1943, batalla de Tarawa
- 1.ª División de Marines, 7 de agosto-9 de diciembre de 1942, campaña de Guadalcanal
- 4.ª División de Marines, 15 de junio-1 de agosto de 1944, batalla de Saipán, batalla de Tinian
- 1.ª División de Marines, 15-19 de septiembre de 1944, batalla de Peleliu
- 1.ª División de Marines, 1 de abril-21 de junio de 1945, batalla de Okinawa
- 6.ª División de Marines, 1 de abril-21 de junio de 1945, batalla de Okinawa
- 1.ª División de Marines, 15 de septiembre-11 de octubre de 1950, desembarco de Inchon, guerra de Corea
- 1.ª División de Marines, 27 de noviembre-11 de diciembre de 1950, batalla de Chosin Reservoir, guerra de Corea
- 1.ª. División de Marines, 21-26 de abril, 16 de mayo-30 de junio, 11-25 de septiembre de 1951, guerra de Corea
- USS Nautilus (SSN-571), 1958
- 4.ª División de Infantería, 1966, batalla de Ducco
- 101.ª División Aerotransportada, batalla de Dak To (solamente a la 1.ª Brigada)
- 101.ª División Aerotransportada, batalla de Dong Ap (solamente a la 3.ª Brigada)
- 3.ª División de Marines, 8 de marzo de 1965-15 de septiembre de 1967, Vietnam
- 1.ª División de Marines, 19 de marzo de 1965-15 de septiembre de 1967, Vietnam
- 1.er Regimiento de Marines, 31 de enero-2 de marzo de 1968, Vietnam
- 1.ª División de Marines, 16 de septiembre de 1967-31 de octubre de 1968, Vietnam
- 1.er Regimiento de Marines, 20 de noviembre-31 de diciembre de 1968, Vietnam
- 3.ª División de Infantería, 2003, Operación Libertad Iraquí
- I Fuerza Expedicionaria de Marines, 21 de marzo-24 de abril de 2003, Operación Libertad Iraquí
- Guardacostas de los Estados Unidos, 2006, Huracán Katrina

### Receptores de otros países
- Francia Libre
  - 2.ª División Blindada
  - 3.er Regimiento de Infantería Extranjero
  - Batallón Francés (unidad de las Fuerzas de las Naciones Unidas en Corea) (tres Citaciones)
- Brasil
  - 1.erGrupo de Caza Fuerza Aérea Brasileña
- Reino Unido
  - 1.er Batallón, Regimiento Gloucestershire
  - 170th Independent Mortar Battery
- Canadá
  - 2.º Batallón de Infantería Ligera Princesa Patricia
- Australia
  - 3.er Batallón, Regimiento Real Australiano
  - 6.º Batallón, Regimiento Real Australiano
- Bélgica
  - Batallón Belga- Luxemburgués (actualmente 3.er Regimiento de Paracaidistas),
- Colombia
  - Batallón Colombia (unidad de la ONU en la guerra de Corea)
- Países Bajos
  - Regimiento de Van Heutsz (dos citaciones)
- Sudáfrica
  - 2.º Escuadrón Fuerza Aérea Sudafricana
- Turquía
  - Brigada Turca (unidad de las Fuerzas de las Naciones Unidas en Corea)
- Grecia
  - Fuerza Expedicionaria Griega (Batallón Esparta)
- Vietnam del Sur
  - 3.er Escuadrón de Caballería Blindada
- Nueva Zelanda
  - 161 Battery[6]

#### Task Force K-BAR
El 7 de diciembre de 2004 un grupo combinado de fuerzas especiales de varios países, encuadrados en la Task Force K-BAR, recibió la Presidential Presidential Unit Citation, por los servicios realizados desde el 17 de octubre de 2001 al 30 de marzo de 2002, es algo inusual ya que fue concedido conjuntamente a varias unidades internacionales y estadounidenses durante la guerra de Afganistán.
- Australia, Special Air Service (no formaba parte de la Task Force K-Bar)
- Canadá, Joint Task Force 2
- Nueva Zelanda, New Zealand Special Air Service|Special Air Service
- Dinamarca, Jægerkorpset
- Noruega, Forsvarets Spesialkommando, Hærens Jegerkommando,Marinejegerkommandoen( el 8 de febrero de 2005 recibieron la Navy and Marine Corps Presidential Unit Citation )
- Alemania, KSK
- Estados Unidos, SEAL, Tripulación Combatiente de Operaciones Especiales, Fuerzas Especiales del Ejército de Estados Unidos, Mando de Operaciones Especiales de la Fuerza Aérea